# Stenopogon oldroydi
Stenopogon oldroydi är en tvåvingeart som beskrevs av Joseph och Parui 1976. Stenopogon oldroydi ingår i släktet Stenopogon och familjen rovflugor. Inga underarter finns listade i Catalogue of Life.